# Patricia Roberts Harris
Patricia Roberts Harris (Mattoon, 31 maggio 1924 – Washington, 23 marzo 1985) è stata una politica e diplomatica statunitense, membro dell'amministrazione Carter, in cui svolse gli incarichi di Segretario della Salute e dei Servizi Umani e Segretario della Casa e dello Sviluppo Urbano.
La Harris fu la prima donna afroamericana a divenire ambasciatrice e ad entrare in un gabinetto presidenziale.
Dopo aver perso le elezioni per divenire sindaco di Washington nel 1982, si ammalò di tumore al seno e morì nel 1985. È sepolta a Washington, nel Cimitero di Rock Creek.